# Provincia de Jeolla del Norte
Jeolla del Norte (en hangul, 전북특별자치도; en hanja, 全北特別自治道; romanización revisada, Jeonbuk-State; McCune-Reischauer, Chŏllapuk-to) es una provincia del suroeste de Corea del Sur. La provincia se formó en 1896, a partir de la mitad norte de la antigua provincia coreana de Jeolla. La capital es Jeonju, ciudad que era la capital de la provincia de Jeolla antes de 1896.
Jeolla del Norte pasó a llamarse Provincia Autónoma Especial de Jeonbuk (전북특별자치도/Jeonbuk-State) en 2024. 

## Geografía
La provincia forma parte de la región de Honam, y limita al oeste con el mar Amarillo, al norte con Chungcheong del Norte, al sur con Jeolla del Sur, y al este con Gyeongsang del Norte y con Gyeongsang del Sur. 
La cordillera de Noryeong divide la provincia en dos mitades; la mitad oriental es una meseta, mientras que la mitad occidental es una llanura. Por la llanura occidental discurren cuatro ríos: Somjin, Mankyong, Tongjin y Geum.

## Recursos
La llanura occidental de Jeolla del Norte es uno de los mayores graneros de Corea del Sur. Además del arroz, los cultivos de mayor importancia son el algodón, la cebada, el cáñamo y la morera de papel (Broussonetia papyri), que se utiliza para fabricar las puertas correderas tradicionales.
En la meseta oriental predomina la ganadería.

## Transporte e industria
En los años 60, se construyó la autopista Honam, lo que propició la aparición de un cinturón industrial, conectando las ciudades de Iri (actualmente conocida como Iksan) y Gunsan (ciudad portuaria) con Jeonju, la capital provincial.
El ferrocarril de alta velocidad de Honam se inauguró en 2015. Se tarda aproximadamente 1 hora y 20 minutos en KTX desde la estación Yongsan en Seúl hasta Iksan.

## División administrativa
Jeolla del Norte se divide en 6 ciudades (Si o Shi) y en 8 condados (Gun). A continuación, se enumeran los nombres en alfabeto latino, Hangul y Hanja.

### Ciudades
- Jeonju (전주시; 全州市—la capital de la provincia).
- Gimje (김제시; 金堤市).
- Gunsan (군산시; 群山市).
- Iksan (익산시; 益山市).
- Jeongeup (정읍시; 井邑市).
- Namwon (남원시; 南原市).

### Condados
- Condado de Buan (부안군; 扶安郡).
- Gochang-gun (고창군; 高敞郡).
- Imsil-gun (임실군; 任實郡).
- Jangsu-gun (장수군; 長水郡).
- Jinan-gun (진안군; 鎭安郡).
- Muju-gun (무주군; 茂朱郡).
- Sunchang-gun (순창군; 淳昌郡).
- Wanju-gun (완주군; 完州郡).

## Acontecimientos históricos

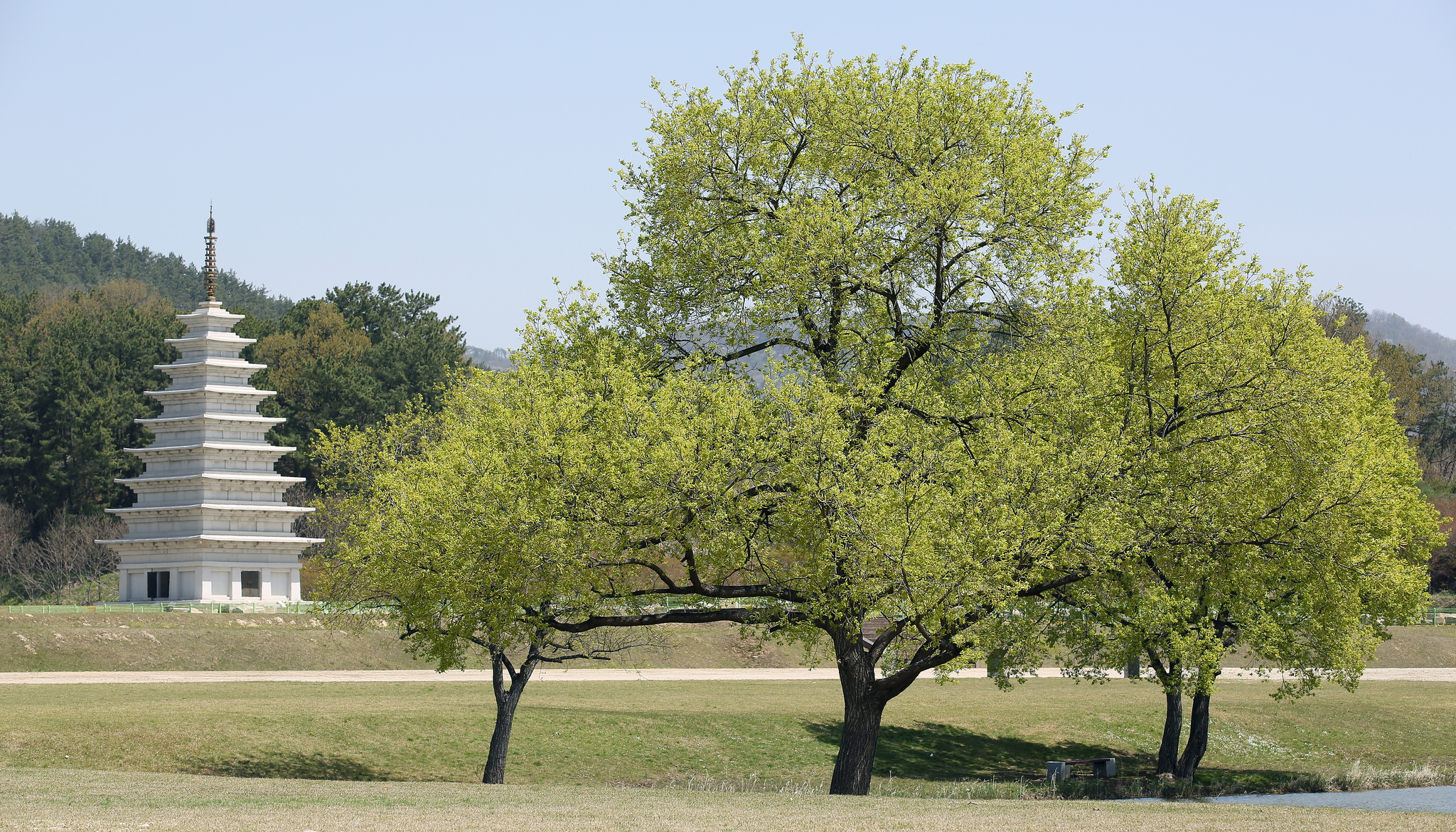
ireuksa en Iksan

La Revolución de Donghak de 1894 comenzó en la antigua provincia de Jeolla. Fue una revuelta campesina avivada por el fervor religioso por un personaje local, Gang Il-Sun, y por las protestas por los elevados impuestos sobre el arroz.
Este acontecimiento produjo que Seúl pidiera ayuda militar a China, tras lo cual se produjo la invasión japonesa, lo que dio lugar a la ocupación japonesa de Corea, acontecimiento que influyó, según algunos historiadores, en posteriores conflictos en el lejano Oriente durante el siglo XX.
9 de marzo de 1989 Nacimiento de Kim Tae Yeon.